# Casa Francesc Oliva
La casa Francesc Oliva és un edifici situat al carrer del Pi, 13 i de la Portaferrissa, 34 de Barcelona, catalogat com a bé cultural d'interès local.

## Història
El 1850, l'impressor Francesc Oliva i Palau va demanar permís per a enderrocar l'edifici existent i reconstruir-lo de nova planta, segons el projecte del mestre d'obres Jaume Feliu i Castelló, que va cobrar 7.150 lliures per les obres.

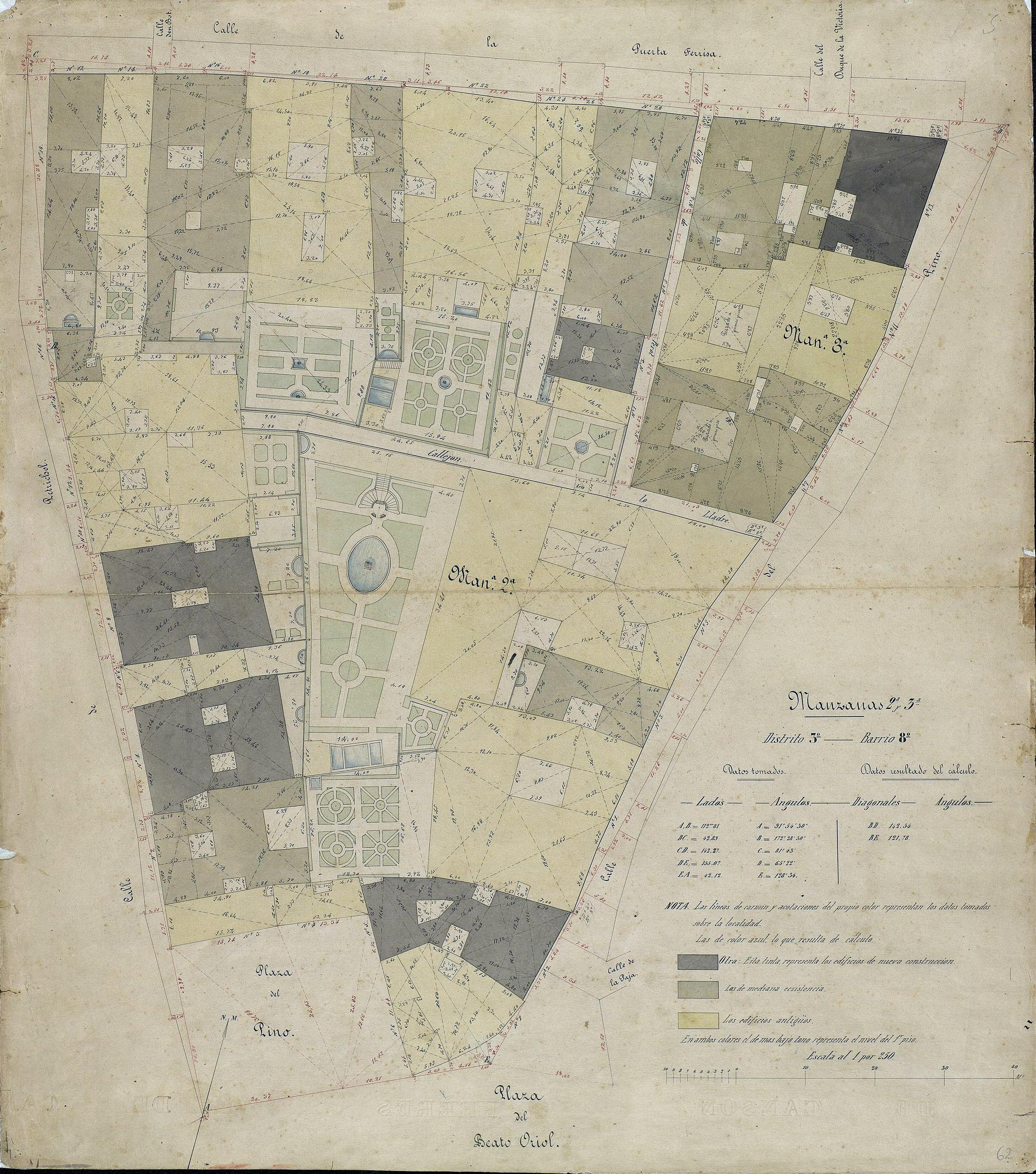
Quarteró núm. 62 de Garriga i Roca (c. 1860)

## Descripció
Edifici de planta baixa i quatre pisos. La planta baixa s'obre amb un seguit de cinc i tres alts portals de mig punt adovellats amb clau de volta estriada. A sobre s'hi estén la llarga balconada correguda del pis principal, amb llosana de pedra decorada alternament amb motllures i greques i amb barana de ferro on també destaca l'ornamentació amb greca. Sobre la llinda dels finestrals del pis principal hi ha un plafó horitzontal amb relleu de motius vegetals, i, a cada costat d'aquest, una mènsula en forma de voluta decorada. Entre les obertures d'aquest i el següent pis s'aixequen unes pilastres estriades. En els dos pisos superiors, les pilastres són substituïdes per garlandes de terracota sobre plafons. Al seu capdamunt, es tanca l'edifici amb una cornisa d'amplada considerable.